# لاکونا (آیووا)
لاکونا (به انگلیسی: Lacona) شهری در ایالت آیووا کشور ایالات متحده آمریکا است که جمعیت آن در سرشماری سال ۲۰۱۰ میلادی، ۳۶۱ نفر بوده‌است.